# Lamont Roach Jr.
Lamont Roach Jr. (Washington, 18 agosto 1995) è un pugile statunitense.
Soprannominato "The Reaper", si segnala a livello amatoriale vincendo i Golden Gloves e gli USA Boxing Youth National Championships nel 2013. Poco dopo, fa il suo debutto professionale dopo aver firmato un contratto con la Golden Boy Promotions. Nei suoi primi 20 incontri, rimane imbattuto con un record di 19 vittorie e 1 pareggio, acquisendo tre cinture minori prima di essere sconfitto dallo statunitense Jamel Herring per il titolo dei pesi superpiuma WBO nel 2019.

## Biografia
Nato a Washington, Roach cresce ad Upper Marlboro, nel Maryland. All'età di nove anni si appassiona al pugilato, iniziando a praticarlo. Da dilettante, riesce ad ottenere un record di 125 vittorie e 15 sconfitte. Nel 2013 vince gli USA Boxing Youth National Championships e i Golden Gloves, entrambi nella categoria delle 132 libbre (60 kg). Vince inoltre la medaglia di bronzo al torneo dei fratelli Klitschko in Ucraina.

## Carriera professionale
Fa il suo debutto professionale nel 2014, all'età di diciotto anni, sconfiggendo Victor Galindo. In questo periodo, alterna il pugilato con lo studio, frequentando l'Università del Maryland e studiando ingegneria meccanica. 